# Municipi d'Ovanåker
El municipi d'Ovanåker (en suec: Ovanåkers kommun) és un municipi de Suècia situat al Comtat de Gävleborg. La seu del municipi es troba a Edsbyn. El municipi ocupa una superfície de 2.017 km² i té una població (2013) d'11.354 persones.
En la reforma de subdivisió de l'any 1952 es va amalgamar el "vell" Ovanåker amb Voxna. L'any 1977 s'hi va afegir Alfta que havia estat en el municipi de Bollnäs.

## Localitats
- Alfta
- Edsbyn (seu)
- Knåda
- Ovanåker
- Roteberg
- Runemo
- Viksjöfors